# Machado de Assis
Joaquim Maria Machado de Assis, född 21 juni 1839 i Rio de Janeiro, död 29 september 1908 i samma stad, var en brasiliansk författare. Han har kallats "den brasilianska litteraturens fader" och var ordförande på livstid i Academia Brasileira de Letras, den brasilianska litterära akademin. de Assis skrev i många olika stilar, poesi, romankonst, krönikor, drama, korthistorier, journalism och litteraturkritik.
de Assis var arbetarson och självlärd författare och började skriva poesi som ung typograflärling. Hans tidigare arbeten hämtade inspiration från senromantiken, men det är framför allt för de prosaverk han skrev efter 1880 som han är ihågkommen. Bland dessa kan nämnas romanerna Memórias póstumas de Brás Cubas (1881, på svenska Brás Cubas postuma memoarer), Quincas Borba (1892) och Dom Casmurro (1900).

## Svenska översättningar
- Dom Casmurro (Dom Casmurro) (översättning Göran Heden, Bergh, 1954)
- Helena (Helena) (översättning Lars Axelsson, Pontes, 1988)
- Brás Cubas postuma memoarer (Memórias póstumas de Brás Cubas) (översättning Lars Axelsson, Pontes, 1993)
- Vansinnesläkaren (O alienista) (översättning Jens Nordenhök, Alhambra förlag, 1994)